# Naturschutzgebiet Drewitzer See mit Lübowsee und Dreiersee
Koordinaten: 53° 32′ 25,1″ N, 12° 21′ 44,5″ O

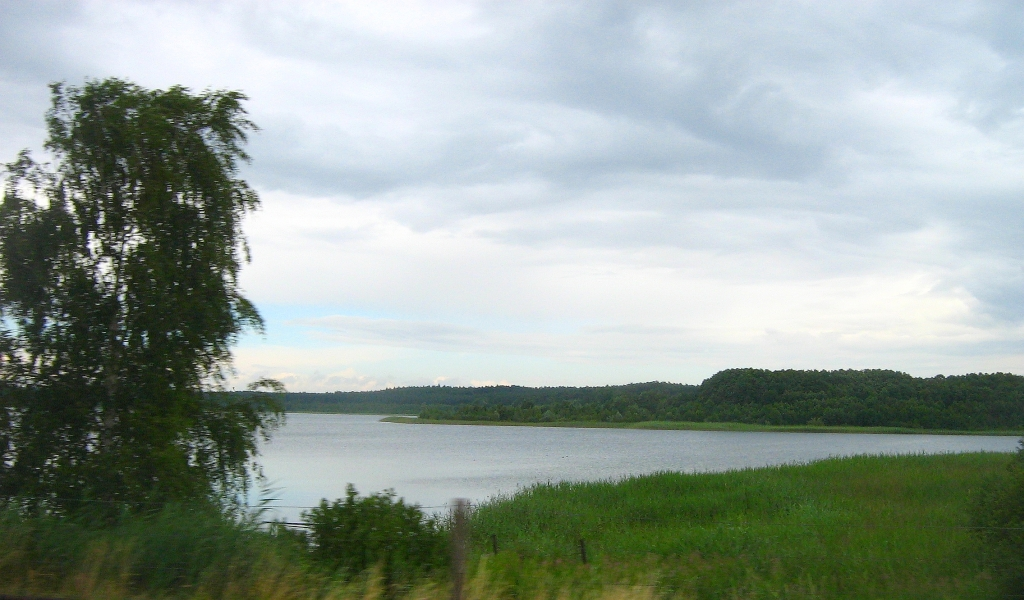
Blick auf den Drewitzer See

Das Naturschutzgebiet Drewitzer See mit Lübowsee und Dreiersee ist ein 1455 Hektar umfassendes Naturschutzgebiet in Mecklenburg-Vorpommern. Es befindet sich nördlich der Ortschaft Alt Schwerin im Naturpark Nossentiner/Schwinzer Heide. Die Autobahn 19 bildet die westliche Grenze. Die Gebietsausweisung erfolgte am 24. September 1990 mit dem Ziel, die genannten Seen mit angrenzenden Feuchtwiesen, Vermoorungen und Magerrasen zu erhalten. Der Drewitzer See weist eine besondere Unterwasserfauna mit zahlreichen Armleuchteralgen auf.
Der Gebietszustand wird als gut angesehen. Störungen gehen von der südlich gelegenen Badestelle aus sowie von Nährstoffeinträgen der umliegenden landwirtschaftlichen Nutzflächen und der Autobahn. Nach EU-Recht liegen die Flächen im gleichnamigen FFH-Gebiet sowie in einem Vogelschutzgebiet.
Mehrere öffentliche Wege ermöglichen ein Betreten der Flächen.

## Geschichte und Wasserhaushalt
Der Drewitzer See stellt eine Abflussrinne für Schmelzwasser der letzten Vereisung dar. Die Rinne wurde bis zu 30 Meter tief ausgeschürft und durchschnitt einen Sanderbereich im Norden bis hin zum Geschiebemergel im Süden des Schutzgebiets. Nach Abtauen des Eises wurden am Ost- und Westufer Dünen aufgeweht. Beim Drewitzer See handelt es sich um einen Durchströmungssee, der gen Norden in Richtung Nebel und Krakower Obersee von Grundwasser gespeist wird und periodisch schwankende Wasserstände aufweist. Angrenzend finden sich Durchströmungsmoore mit einer Torfmächtigkeit von teilweise über einen halben Meter.
Menschliche Besiedlung ist im Gebiet durch ein nördlich von Sparow liegendes Großsteingrab seit der Jungsteinzeit belegt. Die umliegenden Seeflächen wurden im Mittelalter durch die Slawen vollständig entwaldet, so dass die Dünenbildung der Vergangenheit wieder einsetzte. Im Gebiet wurden mehrere Teeröfen und Glashütten ab dem 18. Jahrhundert betrieben. Erst mit Einsetzen einer planmäßigen Forstwirtschaft ab dem 19. Jahrhundert wurden die Flächen mit Kiefern aufgeforstet. Die Moore wurden dazu teilweise mit Gräben entwässert. Die Schmettausche Karte aus dem Jahr 1794 zeigt eine Grabenverbindung zum südlich gelegenen Plauer See. Trocken gefallene Flächen dienten auch als Wiesen. Acker- und Grünlandflächen westlich des Drewitzer Sees wurden nach 1945 aufgeforstet. Ab den 1960er Jahren setzte touristische Nutzung ein. Von 1962 bis 1990 waren die Wälder Staatsjagdgebiet. Im Jahr 1978 wurde die Autobahn gebaut.

## Pflanzen- und Tierwelt
Bedeutend ist die Unterwasservegetation des Drewitzer Sees und Dreiersees, die vorrangig von Armleuchteralgen eingenommen wird. Es wurden zwölf Arten nachgewiesen. In Richtung Süden des Drewitzer Sees nehmen die Nährstoffbelastungen zu und die Armleuchtergrundrasen dünnen aus. Weitere Unterwasserpflanzen sind Laichkräuter wie Faden-Laichkraut, Schwimmendes Laichkraut und Knotiges Laichkraut. Die kalkreichen Ufersäume werden von Nadel-Sumpfbinse, Wenigblütiger Sumpfsimse und Oeder-Gelbsegge eingenommen. Am Westufer bedecken Pfeifengraswiesen das Ufer und werden als Schafweide genutzt. Der östlich liegende Lübowsee ist eutroph und weist eine andere Vegetation mit Sumpffarn und Schilfröhricht auf. Ebenso finden sich Wirtschaftsgrünländer mit Rohrglanzgras.
Im Naturschutzgebiet wurden 66 Molluskenarten nachgewiesen, davon 40 an Wasser gebundene, die hohe Ansprüche an die Wasserqualität stellen. Beispiele sind Zierliche Tellerschnecke, Glattes und Flaches Posthörnchen, Kreisrunde Erbsenmuschel und Abgeplattete Teichmuschel. Es kommen die Kleine und Große Maräne vor. Weiterhin wurden 21 Libellenarten und 120 Vogelarten nachgewiesen.